# Jef Maes
Jef "Joseph" Maes  (ur. 5 kwietnia 1905 w Antwerpii, zm. 30 czerwca 1996 w Antwerpii) – belgijski kompozytor.

## Wybrane utwory
- 1929 Meditatie
- 1931 Drie rythmen in dansvorm
- 1933 Légende
- 1935 Arabesque EN scherzo
- 1936 Wees blij
- 1938 Concertstück
- 1939 Overtura buffa
- 1943 Concerto
- 1944 Concertstuk
- 1948 Concerto voor piano
- 1951 Concerto
- 1953 Symfonie in G
- 1955 Concerto
- 1957 Burlesque
- 1958 Pink Mystica
- 1961 Ouverture concertante
- 1962 Vierstemmige mis
- 1964 Does auras nom – Tristan (Suite)
- 1965 Symfonie #2
- 1966 Partita
- 1966 Praeludium, Pantomime, Scherzo
- 1968 Four oude Volksliederen
- 1969 De verloofden
- 1971 Mei 1871
- 1973 Dialoog
- 1975 Concerto #2
- 1975 Symfonie #3
- 1980 Intrada